# Поздеев, Николай Юрьевич
Николай Юрьевич Поздеев (род. 25 марта 1958 года, Нарьян-Мар) — советский и российский конферансье, актёр, режиссёр. Заслуженный артист России (1995).

## Биография
Родился 25 марта 1958 года в Нарьян-Маре. Учился в Ленинградском высшем общевойсковом дважды Краснознамённом командном училище имени С. М. Кирова. В 1980 году окончил Ленинградский институт культуры им. Н. К. Крупской,    факультет КПР (культурно-просветительная  работа). В то время в институте было всего два факультета: КПР и библиотечный. Поздеев получил диплом по специальности: культпросветработник, руководитель самодеятельного театрального коллектива. Затем работал актером драмтеатра в Лысьве Пермской области. Отслужив в армии, с 1983 года стал артистом Ленконцерта. Выступал как артист речевого жанра, юморист, куплетист, пародист. В качестве конферансье выступал в концертах многих известных артистов эстрады: Э. Пьехи, Э. Хиля, Б. Бенцианова. Актёр Ленинградского театра эстрады с 1989 года, участник и ведущий популярных телепередач «Музыкальный ринг», «Кто с нами», «Лотто-Бинго». Ведущий телемарафонов «Детский фонд» в 1989 году, «Чернобыль» в 1989 году, «Возрождение Санкт-Петербурга» в 1991 году. Профессор кафедры режиссуры и мастерства актёра Санкт-Петербургского государственного института культуры.

## Награды
- Орден Почёта (11 июля 2021) — за большой вклад в развитие отечественной культуры и искусства, многолетнюю плодотворную деятельность[1].
- Орден Дружбы (14 февраля 2007) — за заслуги в развитии культуры и искусства, многолетнюю плодотворную деятельность[2].
- Заслуженный артист Российской Федерации (5 августа 1995) — за заслуги в области искусства[3].
- Лауреат конкурса молодых артистов эстрады по жанру политической сатиры (1988).
- Лауреат Всесоюзного конкурса артистов эстрады  (1991).
- Лауреат конкурса артистов эстрады имени А. Райкина «Золотой микрофон» (1993).
- Его имя занесено в Книгу рекордов Гиннесса за непрерывную работу в прямом телеэфире в течение 24 часов.